# Femmes de loi
Pour les articles homonymes, voir femme (homonymie).
Femmes de loi est une série télévisée française en 25 épisodes de 90 minutes et 19 épisodes de 52 minutes créée par Benoît Valère et diffusée entre le 22 juin 2000 et le 26 novembre 2009 sur TF1 et rediffusée sur NRJ 12 depuis le 18 mars 2016, et sur Chérie 25 depuis le 9 octobre 2016 et enfin sur Téva. Elle était aussi diffusée en Belgique sur RTL-TVI et en Suisse sur TSR un.

## Synopsis
La première substitute du procureure, Élisabeth Brochène, et le lieutenant de la police criminelle (Marie Balaguère puis Elena Cortès, et enfin Emilie Jeanson) doivent résoudre des enquêtes criminelles.

## Distribution

### Postes
| Saison | Substitut du procureur                      | OPJ                                                     | OPJ                                         | OPJ                                          |
| ------ | ------------------------------------------- | ------------------------------------------------------- | ------------------------------------------- | -------------------------------------------- |
| 1      | Substitut Elisabeth Brochène (Natacha Amal) | Capitaine puis Commandant Yves Nicosserian (Éric Savin) | Lieutenant Marie Balaguère (Ingrid Chauvin) | Lieutenant Josselin Evrard (Ludovic Bergery) |
| 2      | Substitut Elisabeth Brochène (Natacha Amal) | Capitaine puis Commandant Yves Nicosserian (Éric Savin) | Lieutenant Marie Balaguère (Ingrid Chauvin) | Lieutenant Josselin Evrard (Ludovic Bergery) |
| 3      | Substitut Elisabeth Brochène (Natacha Amal) | Capitaine puis Commandant Yves Nicosserian (Éric Savin) | Lieutenant Marie Balaguère (Ingrid Chauvin) | Lieutenant Thomas Delauney (Nicolas Giraud)  |
| 4      | Substitut Elisabeth Brochène (Natacha Amal) | NC                                                      | Lieutenant Marie Balaguère (Ingrid Chauvin) | Lieutenant Thomas Delauney (Nicolas Giraud)  |
| 5      | Substitut Elisabeth Brochène (Natacha Amal) | NC                                                      | Lieutenant Marie Balaguère (Ingrid Chauvin) | Lieutenant Thomas Delauney (Nicolas Giraud)  |
| 6      | Substitut Elisabeth Brochène (Natacha Amal) | NC                                                      | Lieutenant Marie Balaguère (Ingrid Chauvin) | Lieutenant Théo Martineau (Charles Lelaure)  |
| 7      | Substitut Elisabeth Brochène (Natacha Amal) | NC                                                      | Lieutenant Éléna Cortès (Aylin Prandi)      | Lieutenant Théo Martineau (Charles Lelaure)  |
| 8      | Substitut Elisabeth Brochène (Natacha Amal) | NC                                                      | Lieutenant Émilie Jeanson (Noémie Elbaz)    | Lieutenant Théo Martineau (Charles Lelaure)  |
| 9      | Substitut Elisabeth Brochène (Natacha Amal) | NC                                                      | Lieutenant Émilie Jeanson (Noémie Elbaz)    | Lieutenant Théo Martineau (Charles Lelaure)  |

### Acteurs principaux

#### Substitut du procureur
- Natacha Amal : Élisabeth Brochène (pilote + saisons 1 à 9)

#### OPJ
- Ludovic Bergery : Lieutenant Josselin Evrard (pilote + saisons 1 et 2)
- Éric Savin : Capitaine puis Commandant Yves Nicosserian (pilote + saisons 1 à 3)
- Nicolas Giraud : Lieutenant Thomas Delauney (saisons 3 à 5)
- Ingrid Chauvin : Lieutenant Marie Balaguère (pilote + saisons 1 à 6)
- Aylin Prandi : Lieutenant Éléna Cortès (saison 7)
- Charles Lelaure : Lieutenant Théo Martineau (saisons 6 à 9)
- Noémie Elbaz : Lieutenant Émilie Jeanson (saisons 8 et 9)

#### Famille Élisabeth Brochène
- Michel Voïta (pilote) puis Olivier Pagès (saisons 1 à 7) : Simon Bartholdi, son ex-mari (pilote d'avion)
  - Lou-Jeanne Maraval (pilote + saisons 1 à 5 jusqu’à l’épisode 2) puis Samantha Brou (saison 5 épisodes 3, 4 et 5 et saison 6), et enfin Marlène Goulard (saisons 7 et 9) : Alice Brochène, sa fille
- Vania Vilers : (pilote) : le père d'Élisabeth Brochène, le professeur Jean Brochène

#### Famille Marie Balaguère
- Thomas Jouannet : le commandant Frédéric Klein, son ami et ex-amant (pilote)
- Fabrice Deville : Chris Angelli, son petit ami (journaliste) (saisons 2 et 3)
- Serge Dupire : Hervé Gonsart, son voisin qui l'aime (professeur de lettres) (saisons 4 à 6)

### Acteurs invités
- Michel Duchaussoy : Louis  Beaulieu (épisode Une occasion en or)
- Natalia Dontcheva : Carole (épisode Une occasion en or)
- Olivier Sitruk : Christophe Campana (épisode Une occasion en or)
- Delphine Serina : Angélique Piette (épisode Intime conviction)
- Philippe Caroit : Maître Paul Gonsard (épisode Dette d'amour)
- Cécile Bois : Vanessa Guarin (épisode Dette d'amour)
- Jérôme Anger : Président Deligne (épisode Secrets de famille)
- Sabine Haudepin : Mme Delamarre (épisode Les beaux quartiers)
- Boris Rehlinger : Jacques (épisode Soirées privées)
- Cédric Delsaux : Pierre Mangin (épisode Soirées privées)
- Jean-Marie Winling : Lucas Vérone (épisode Protection rapprochée)
- Lucie Jeanne : Clara Vérone (épisode Protection rapprochée)
- Jérémie Covillault : Marc Fontan (épisode Protection rapprochée)
- Alexis Michalik : Franck Montero (épisode Protection rapprochée)
- Esse Lawson : Amalia (épisode Les beaux quartiers)
- Didier Bienaimé : Frédéric Leclerc (épisode À bout de force)
- Jean-Marie Juan : Hervé Berg (épisode À bout de force)
- Valérie Mairesse : madame Duval (épisode Beauté fatale)
- François-Éric Gendron : Pierre Mercure (épisode L'œil de Caïn)
- Micky Sébastian : Cécile Vandermance (épisode Justice d'une mère)
- Yvon Back : Gilles Coquet (épisode Crime passionnel)
- Agnès Soral : Eléonore Destrait (épisode Mortelle orpheline)
- Karine Adrover : Olivia Lachenay (épisode Héritage)
- Adeline Blondieau : Christine Lecouff (épisode Meurtre à la carte)
- Patrick Préjean : Édouard Corvalec (épisode Meurtre à la carte)
- Nicole Calfan : Sophie Corvalec (épisode Meurtre à la carte)
- Jean-Pierre Bouvier : Francis Glaizes (épisode Dette de sang)
- Joséphine Serre : Sophie Villemort (épisode Un amour de jeunesse)
- Alain Doutey : Jacques Courtevier le proviseur du lycée Diderot (épisode Un amour de jeunesse)
- Anne-Charlotte Pontabry : Caroline Bartholdi la femme de Simon l'ex mari d'Élisabeth Brochène (épisodes Dette d'amour et L'œil de Caïn)
- Pascale Roberts : Hélène Roquedumont (épisode Dette d'amour)
- Jeanne Bournaud : Laura Morillot (épisode Speed dating)
- Christiane Millet : Françoise Ranval (épisode Tableau de chasse)
- Lucie Lucas : Charlotte Rohmer (épisode La vérité sur le bout des doigts)
- Élodie Fontan : Aurore (épisode Un loup dans la bergerie)
- Patrick Rocca : Gérard Pascault le directeur du parc animalier et père de Flora (épisode Cœur de Lion)
- Nadia Fossier : Blanche la véritable mère de Flora (épisode Cœur de lion)

## Épisodes

### Pilote: 2000
| No | # | Titre              | Réalisation        | Scénario      | Première diffusion |
| -- | - | ------------------ | ------------------ | ------------- | ------------------ |
| 1  | 1 | Justice d'une mère | Claude-Michel Rome | Benoît Valère | 22 juin 2000       |

### Saison 1: 2002
| No | # | Titre              | Réalisation | Scénario                                | Première diffusion |
| -- | - | ------------------ | ----------- | --------------------------------------- | ------------------ |
| 2  | 1 | Secret défense     | Denis Amar  | Marie-Anne Le Pézennec                  | 28 février 2002    |
| 3  | 2 | Une occasion en or | Denis Amar  | Laurent Vachaud, Céline et Martin Guyot | 21 mars 2002       |

### Saison 2: 2002/2003
| No | # | Titre                | Réalisation      | Scénario                                             | Première diffusion |
| -- | - | -------------------- | ---------------- | ---------------------------------------------------- | ------------------ |
| 4  | 1 | Dette d'amour        | Denis Amar       | Céline et Martin Guyot                               | 16 septembre 2002  |
| 5  | 2 | Un amour de jeunesse | Laurent Carcélès | Robin Barataud, Jean Reynard, Céline et Martin Guyot | 7 octobre 2002     |
| 6  | 3 | L'École du vice      | Denis Amar       | Jean Falculete                                       | 11 novembre 2002   |
| 7  | 4 | Crime passionnel     | Laurent Carcélès | Benoît Valère, Céline et Martin Guyot                | 10 mars 2003       |
| 8  | 5 | À bout de force      | Emmanuel Gust    | Fabien Suarez et Francis Nief                        | 28 avril 2003      |
| 9  | 6 | L'Œil de Caïn        | Emmanuel Gust    | Laurent Burtin et Marie-Anne Le Pezennec             | 26 mai 2003        |

### Saison 3: 2003/2004
| No | # | Titre                 | Réalisation     | Scénario                                                     | Première diffusion |
| -- | - | --------------------- | --------------- | ------------------------------------------------------------ | ------------------ |
| 10 | 1 | Tableau de chasse     | Benoît d'Aubert | Jean-Claude Schineizer                                       | 8 septembre 2003   |
| 11 | 2 | Les Beaux Quartiers   | Benoît d'Aubert | Jean Falculete                                               | 3 novembre 2003    |
| 12 | 3 | Protection rapprochée | Denis Malleval  | Francis Nief, Jean-Claude Schineizer, Céline et Martin Guyot | 5 janvier 2004     |
| 13 | 4 | Mortelle orpheline    | Denis Malleval  | Céline et Martin Guyot                                       | 22 mars 2004       |

### Saison 4: 2004/2005
| No | # | Titre              | Réalisation    | Scénario                            | Première diffusion |
| -- | - | ------------------ | -------------- | ----------------------------------- | ------------------ |
| 14 | 1 | Intime conviction  | Denis Malleval | Céline et Martin Guyot              | 3 octobre 2004     |
| 15 | 2 | Beauté fatale      | Denis Malleval | Martin Guyot et Marie-Pierre Thomas | 15 novembre 2004   |
| 16 | 3 | Amour fou          | Gérard Cuq     | Céline et Martin Guyot              | 31 janvier 2005    |
| 17 | 4 | Meurtre à la carte | Gérard Cuq     | Martin Guyot et Philippe Isard      | 31 janvier 2005    |

### Saison 5: 2005/2006
| No | # | Titre                | Réalisation    | Scénario                       | Première diffusion |
| -- | - | -------------------- | -------------- | ------------------------------ | ------------------ |
| 18 | 1 | Un criminel sans nom | Denis Amar     | Martin Guyot                   | 26 septembre 2005  |
| 19 | 2 | Héritage             | Denis Amar     | Sandro Agénor et Yann Le Nivet | 17 octobre 2005    |
| 20 | 3 | Dette de sang        | Sylvie Ayme    | Céline et Martin Guyot         | 5 février 2006     |
| 21 | 4 | Clichés meurtriers   | Sylvie Ayme    | Marie-Pierre Thomas            | 5 mars 2006        |
| 22 | 5 | Secrets de famille   | Etienne Dhaene | France Husson                  | 22 mai 2006        |

### Saison 6: 2006/2007
| No | # | Titre              | Réalisation    | Scénario                             | Première diffusion |
| -- | - | ------------------ | -------------- | ------------------------------------ | ------------------ |
| 23 | 1 | Promotion mortelle | Étienne Dhaene | Martin Guyot                         | 16 octobre 2006    |
| 24 | 2 | Paroles interdites | Gérard Marx    | Céline et Martin Guyot               | 26 mars 2007       |
| 25 | 3 | Cantine mortelle   | Gérard Marx    | Bertrand Victor et Fabrice de Costil | 18 juin 2007       |

### Saison 7: 2007/2008
| No | # | Titre                      | Réalisation | Scénario                           | Première diffusion |
| -- | - | -------------------------- | ----------- | ---------------------------------- | ------------------ |
| 26 | 1 | La Fille de l'air          | Hervé Renoh | Céline et Martin Guyot             | 4 octobre 2007     |
| 27 | 2 | Fragile Liberté            | Hervé Renoh | Jean-Marc Dobel                    | 11 octobre 2007    |
| 28 | 3 | Pour le meilleur...        | Hervé Renoh | Marie-Pierre Thomas                | 11 octobre 2007    |
| 29 | 4 | Immunité                   | Gérard Cuq  | Claudio Descalzi                   | 18 octobre 2007    |
| 30 | 5 | Sur le vif                 | Gérard Cuq  | Céline et Martin Guyot             | 25 octobre 2007    |
| 31 | 6 | Meurtre ascendant Scorpion | Gérard Cuq  | François Calderon et Benoît Valère | 17 janvier 2008    |
| 32 | 7 | Speed dating               | Gérard Cuq  | Céline et Martin Guyot             | 17 janvier 2008    |

### Saison 8: 2008/2009
| No | #  | Titre                            | Réalisation                  | Scénario                                  |
| -- | -- | -------------------------------- | ---------------------------- | ----------------------------------------- |
| 33 | 1  | Une femme parfaite               | Hervé Renoh                  | Céline et Martin Guyot                    |
| 34 | 2  | La Robe et la Justice            | Hervé Renoh                  | I.K. Patard                               |
| 35 | 3  | Passager clandestin              | Benoît Valère et Hervé Renoh | Jean Rousselot et Stéphane Massard        |
| 36 | 4  | La Reine de cœur                 | Benoît Valère et Hervé Renoh | Jean-Marie Chavent et Solen Roy-Pagenault |
| 37 | 5  | Soirées privées                  | Klaus Biedermann             | Céline et Martin Guyot                    |
| 38 | 6  | Bleu comme la mort               | Klaus Biedermann             | I.K. Patard                               |
| 39 | 7  | Un loup dans la bergerie         | Klaus Biedermann             | Céline et Martin Guyot                    |
| 40 | 8  | La Vérité sur le bout des doigts | Patrice Martineau            | Nadège de Miroschedji et Stéphane Carrié  |
| 41 | 9  | La Nécropole                     | Patrice Martineau            | Alain Patetta et Frank Calderon           |
| 42 | 10 | Mort sur le net                  | Patrice Martineau            | Céline et Martin Guyot                    |

### Saison 9: 2009
| No | # | Titre             | Réalisation      | Scénario               |
| -- | - | ----------------- | ---------------- | ---------------------- |
| 43 | 1 | Cœur de lion      | Klaus Biedermann | Céline et Martin Guyot |
| 44 | 2 | La Dernière Carte | Klaus Biedermann | Céline et Martin Guyot |

## Récompense
- 2002 : Prix spécial du jury et de la ville de Saint-Tropez pour l'épisode L'École du vice au Festival de la fiction TV de Saint-Tropez[2].

## Tournage
Le palais de justice vu dans la série est celui de Rouen. À partir de l'épisode 26 (La fille de l'air), le format de la série change, passant de 90 minutes à 52 minutes.

## Produits dérivés

### DVD
- Femmes de loi : saison 1 (16 avril 2007) ASIN B000OONSF6
- Femmes de loi : saison 2 (24 août 2007) ASIN B000T9IU04
- Femmes de loi : saison 3 (16 mai 2008) ASIN B0015673QM
- Femmes de loi : saison 4 (18 septembre 2009) ASIN B002LJSX4I